# Vojtěch Cikrle
Vojtěch Cikrle (* 20. srpna 1946 Bosonohy) je český římskokatolický duchovní, mezi lety 1990 a 2022 třináctý diecézní biskup brněnský. Byl nejdéle sloužícím biskupem v historii brněnské diecéze. 

## Život

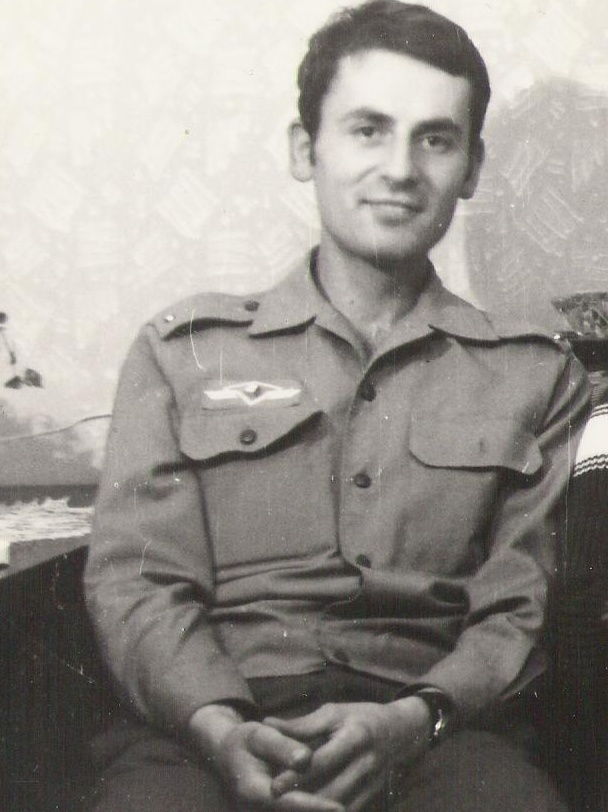
Vojtěch Cikrle v období základní vojenské služby (1970)

Pocházel z rodiny perzekvované komunistickým režimem, jeho otec byl po 11 let politickým vězněm. Vojtěch tedy nesměl studovat a vyučil se slévačem, později při zaměstnání odmaturoval na Střední škole pro pracující v Brně. Několik let pracoval jako dělník v brněnských Šmeralových závodech, ve Zbrojovce a na stavbě dálnice D1 mezi Prahou a Brnem.
Po základní vojenské službě (1969–1971 v Českých Budějovicích) vystudoval CMBF v Litoměřicích; na kněze byl vysvěcen 27. června 1976 v Brně. V letech 1976–1982 působil jako kněz v brněnské diecézi ve farnostech Jaroměřice nad Rokytnou, Jihlava, Znojmo, Slavkov u Brna, Velké Němčice a Starovice. V letech 1982–1990 působil v kněžském semináři v Litoměřicích nejprve v pozici prefekta, a následně i jako rektor. Podobně jako na většinu ostatních významných kněží se i na něho zaměřily orgány komunistické státní moci ve snaze přimět jej ke spolupráci. Z toho důvodu od března 1976 byl Krajskou správou Sboru národní bezpečnosti (KS SNB) Brno evidován v archivních a registračních protokolech Státní bezpečnosti s krycím jménem „Standa“ jako kandidát tajné spolupráce, přičemž je třeba zdůraznit, že kategorie není dle nálezu Ústavního soudu kategorií vědomé spolupráce. Od října 1981 byl na něj veden u KS SNB Ústí nad Labem signální svazek.

### Jmenování biskupem
Dne 14. února 1990 jej papež Jan Pavel II. jmenoval 13. biskupem brněnským. Vysvěcen za něj byl 31. března 1990. Jeho hlavním světitelem byl tehdejší olomoucký arcibiskup a moravský metropolita František Vaňák. Biskupské svěcení Cikrle přijal velmi mladý – ve 43 letech, což je čtvrtý nejmladší v dějinách diecéze. Službu v Brně zahajoval po osmnácti letech sedisvakance, kdy v čele diecéze nestál biskup, ale po smrti 12. brněnského biskupa Karla Skoupého v roce 1972 ji vedl kapitulní vikář Ludvík Horký.
Pastorační priority svého episkopátu shrnul biskup Vojtěch pod heslem „Rodina a farnost“. Díky své dlouholeté zkušenosti při výchově bohoslovců věnoval od počátku velkou pozornost také kněžím. Hned po roce 1990 je začal vysílat na studia do Říma, čímž zajistil pro diecézi desítky mladých kněží vzdělaných v řadě teologických a pastoračních oborů, s rozhledem a se zkušeností života světové církve. V roce 1991 obnovil činnost Biskupského gymnázia v Brně (k němuž v roce 2014 přibyla ještě mateřská škola) i Církevního domova mládeže Petrinum ve Veveří ulici, založil Katolické gymnázium v Třebíči, základní i střední odbornou školu v Jihlavě, Křesťanskou pedagogicko-psychologickou poradnu, Akademii církevního práva, podpořil založení dalších osmi církevních škol jiných zřizovatelů,
Po roce 1990 obnovil činnost Charity založením Diecézní charity Brno (1992) a dal souhlas ke zřízení prvního hospice na Moravě – Domu léčby bolesti s hospicem svatého Josefa v Rajhradě u Brna (1999). Založil Diecézní katechetické centrum, Diecézní centrum mládeže, Centrum pro rodinu a sociální péči, Středisko pro liturgickou hudbu, Diecézní centrum života mládeže – Mamre, Knihovnu Biskupství brněnského, Diecézní konzervátorské centrum, Pastorační středisko, Diecézní archiv v Rajhradě u Brna a Diecézní muzeum. Do léta 2021 posvětil přes 50 novostaveb kostelů a kaplí, nový klášter sester klarisek v Brně-Soběšicích a několik nových duchovních center.
Začátkem devadesátých let 20. století přistoupil biskup Cikrle k zásadní rekonstrukci a restaurování katedrály sv. Petra a Pavla, během níž byla nalezena a veřejnosti zpřístupněna románsko-gotická krypta. Dal rovněž podnět k rekonstrukci biskupské rezidence (ukončena v roce 1997) a kanovnických domů v areálu Petrova, které poté dostaly nové využití. Během pastoračních návštěv se opakovaně setkal se třemi papeži. Zprávu o stavu diecéze při putování „k prahům apoštolským“ do Říma (ad limina) podával v letech 1992 a 1998 Janu Pavlu II., v roce 2005 Benediktu XVI., a v roce 2014 papeži Františkovi.
Byl hlavním světitelem brněnských pomocných biskupů Petra Esterky a Pavla Konzbula (pozdějšího diecézního biskupa) a spolusvětitelem dalších sedmi biskupů, mezi nimi např. i vídeňského arcibiskupa kardinála Schönborna a pražského arcibiskupa Jana Graubnera. Během svého biskupského působení dosud (1990–2022) vysvětil celkem 252 kněží a (1990–2019) také 44 jáhnů ke službě trvalého jáhenství. Dne 5. října 2012 vysvětil v katedrále sv. Petra a Pavla v pořadí čtyřtisícího kněze brněnské diecéze od jejího založení. V diecézi udělil svátost biřmování téměř 150 tisícům lidí (do léta 2021). Při České biskupské konferenci působí v komisí pro liturgii a v komisi pro kněžstvo.
V září 2009 přivítal v Brně na tuřanském letišti papeže Benedikta XVI., který u příležitosti svatováclavských slavností uskutečnil svou apoštolskou návštěvu České republiky, přičemž se stal prvním papežem, který navštívil brněnskou diecézi. Biskup mu daroval na památku kopii náprsního kříže nalezeného na vykopávkách velkomoravského hradiště u Mikulčic. Jinou kopii tohoto kříže nosí on sám také – je to pektorál, biskupský kříž. U příležitosti papežské návštěvy byly také v Brně vztyčeny dvě nové dominanty – velký kříž na jižním úbočí vrchu Petrova a velká bílá kotva u hlavního přístaviště na Brněnské přehradě.
Roku 1996 zahájil Cikrle beatifikační proces představené znojemského konventu sester Boromejek Matky Vojtěchy Hasmandové, který byl po několika letech převeden do vyšší fáze procesu a v Římě byl roku 2014 papežem Františkem potvrzen. Od roku 2004 zároveň z jeho podnětu probíhá beatifikační proces mučedníků z doby babických procesů P. Jana Buly a Václava Drboly. Rovněž z jeho podnětu  zahájila Česká provincie Tovaryšstva Ježíšova přípravné kroky k zahájení beatifikačního procesu obránce Brna v roce 1645 – jezuitského kněze P. Martina Středy, SJ.
Roku 2011 se zúčastnil spolu s kardinálem Dukou ve Vídni pohřbu evropského politika a hlavy habsburské dynastie Otty Habsbursko-Lotrinského, jehož pozemské tělo jako jeden z mála biskupů doprovodil až k místu jeho posledního odpočinku v císařské hrobce kapucínského kostela.
V roce 2018 překonal v délce působení 6. brněnského biskupa Antonína Arnošta hraběte Schaffgotsche a stal se tak nejdéle sloužícím biskupem v historii brněnské diecéze. V roce 2021 přibyl k řadě uznání a ocenění (např. Záslužný kříž ministra obrany ČR), také titul „čestný občan města Brna“ za charitativní, pastorační a duchovní přínos městu Brnu a Cena Jihomoravského kraje za přispění k věhlasu a dobrému jménu Jihomoravského kraje.
Po dosažení kanonického věku 75 let zaslal v roce 2021 papeži povinnou rezignaci na svůj úřad. Papež František 26. května 2022 jmenoval jeho nástupce Pavla Konzbula. Jako emeritní biskup byl Vojtěch Cikrle 30. června 2022 jmenován biskupským vikářem pro duchovní život kněží a jáhnů v brněnské diecézi.

## Biskupská genealogie
Následující tabulka obsahuje genealogický strom, který ukazuje vztah mezi svěcencem a světitelem – pro každého biskupa na seznamu je předchůdcem jeho světitel, zatímco následovníkem je biskup, kterého vysvětil. Cikrle patří k linii kardinála Rebiby. Rekonstrukcím a vyhledáním původu v rodové linii ze zabývá historiografická disciplína biskupská genealogie.
1. Kardinál Scipione Rebiba
2. Kardinál Giulio Antonio Santorio
3. Kardinál Girolamo Bernerio, O.P.
4. Arcibiskup Galeazzo Sanvitale
5. Kardinál Ludovico Ludovisi
6. Kardinál Luigi Caetani
7. Kardinál Ulderico Carpegna
8. Kardinál Paluzzo Paluzzi Altieri Degli Albertoni
9. Papež Benedikt XIII., O.P.
10. Papež Benedikt XIV.
11. Papež Klement XIII.
12. Kardinál Marcantonio Colonna
13. Kardinál Giacinto Sigismondo Gerdil, B
14. Kardinál Giulio Maria della Somaglia
15. Kardinál Carlo Odescalchi, S.J.
16. Kardinál Costantino Patrizi Naro
17. Kardinál Lucido Maria Parocchi
18. Papež Pius X.
19. Papež Benedikt XV.
20. Kardinál Eugenio Maria Pacelli
21. Arcibiskup Saverio Ritter
22. Arcibiskup Josef Beran
23. Arcibiskup Josef Karel Matocha
24. Kardinál František Tomášek
25. Biskup Antonín Liška, C.SS.R.
26. Arcibiskup František Vaňák
27. Vojtěch Cikrle

## Bibliografie

Znak biskupa Vojtěcha Cikrleho

## Biskupský znak
Znak je čtvrcený. Biskupským kloboukem zastřešený znak v sobě nese jednak znak brněnské diecéze, kterými jsou překřížené klíče a meč, atributy patronů diecéze sv. Petra a Pavla, dále pak pádlo se dvěma slunci na modrém podkladě. To reprezentuje jeho křestního patrona, 2. pražského biskupa Vojtěcha Slavníkovce, pod jehož ochranu svěřuje brněnský biskup celou svou biskupskou službu. Za štítem je zlatý procesní kříž, provázený vpravo mitrou a vlevo ven točenou berlou.
Znak doplňuje biskupské latinské heslo „Non ego sed tu“ (česky „Ne já, ale ty“). Heslo je zkratkou ozvěny slov Panny Marie i Ježíše Krista, vyjádření touhy odevzdat svůj život do rukou milujícího Boha.